# Doris Greiner-Mai
Doris Greiner-Mai (* 8. Juli 1945 in Ernstthal; † Mai 2020 in Berlin) war eine deutsche Bauingenieurin und Fachjournalistin und war Chefredakteurin der Zeitschrift Bautechnik.

## Leben
Nach dem Abitur studierte Greiner-Mai ab dem Wintersemester 1964/65 Bauingenieurwesen an der Hochschule für Architektur und Bauwesen in Weimar (HAB) und erwarb 1970 das Diplom. Am von Erhard Hampe geleiteten Institut für Beton- und Spannbetonbau wirkte Greiner-Mai als wissenschaftliche Assistentin, wo sie u. a. an der Erarbeitung des Formelwerks der Monografien Hampes über Flächentragwerke beteiligt war. 1973 wurde Greiner-Mai von der HAB mit einer Untersuchung über Großkühltürme zum Dr.-Ing. promoviert. Zwei Jahre später wechselte sie an das Institut für Industriebau der Bauakademie der DDR. Dort befasste sie sich mit Konstruktionen des Leichtbaus, textilen Flächentragwerken und später mit dem Bau von Kernkraftwerken.
1982 wurde Greiner-Mai im Berliner Verlag für Bauwesen Lektorin für bauwissenschaftliche Literatur. Sie begleitete dort zahlreiche Fachmonografien, so jene von Hampe über Flächentragwerke und Silos, von denen manche auch als Lizenzausgabe in der Bundesrepublik Deutschland erschienen. So übernahm Greiner-Mai das Lektorat des im Düsseldorfer Werner-Verlag 1987 publizierten und von Dietrich Conrad herausgegebenen Reprints von Domenico Fontanas Die Art, wie der vatikanische Obelisk transportiert wurde, das durch Beiträge u. a. von Thomas Hänseroth und Klaus Mauersberger ergänzt wurde. 1991 übernahm sie die Redaktionsleitung der Zeitschrift Bautechnik  des Verlages  Ernst & Sohn.
Mit ihrem Konzept, das dieser Zeitschrift ein neues Gesicht verlieh, wurde die erste Inhouse-Redaktion innerhalb des Verlags geschaffen als Beispiel für die Neuausrichtung der Zeitschrift Stahlbau, die Greiner-Mai 1995 zusammen mit Ernst Karl Schneider in die Wege leitete. Neben dem Konstruktiven Ingenieurbau räumte Greiner-Mai der Geotechnik in der Zeitschrift einen größeren Raum ein, was durch die Berufung von Achim Hettler in den Redaktionsbeirat der Bautechnik zum Ausdruck kam. Schließlich förderte Greiner-Mai die Publikationen von Dieter Conrad, Thomas Hänseroth, Karl-Eugen Kurrer, Herbert Ricken, Wilhelm von Wölfel u. a. zur Bautechnikgeschichte. Darüber hinaus regte sie zahlreiche Buchprojekte an. Im Jahre 2010 trat sie in den Ruhestand.
Greiner-Mai legte Wert auf ein ausgewogenes Verhältnis von Detail und Übersicht sowie Inhalt und Form der in der Bautechnik publizierten Aufsätze, ohne Rubriken wie Persönliches, Rezensionen etc. zu vernachlässigen. Sie selbst nutzte die Textform des Editorials, der Glosse, des kurzen technischen Berichts, des Tagungsberichts und der Rezension. Zahlreiche ihrer Veröffentlichungen sind in der Artikeldatenbank von Ernst & Sohn zu finden sind.
Im Mai 2020 starb Frau Greiner-Mai unerwartet eines natürlichen Todes in ihrer Wohnung in Berlin und wurde erst nach ihrem Ableben von einem Familienangehörigen aufgefunden. Das genaue Todesdatum ist deshalb nicht bekannt.